# Sami Hadawi
Sami Hadawi (Jerusalém, 6 de março de 1904 - Toronto, 22 de abril de 2004) foi um estudioso e autor palestino. Ele é conhecido por documentar os efeitos da Guerra árabe-israelense de 1948.